# Laetinaevia pustulata
Laetinaevia pustulata är en svampart som beskrevs av Graddon 1977. Laetinaevia pustulata ingår i släktet Laetinaevia, ordningen disksvampar, klassen Leotiomycetes, divisionen sporsäcksvampar och riket svampar.   Inga underarter finns listade i Catalogue of Life.